# Gaspar de Munibe y Tello
Pour les articles homonymes, voir Gaspar et Tello.
Gaspar de Munibe y Tello (Huamanga, 3 février 1711 – Madrid, 3 mai 1793), 2e marquis de Valdelirios, est un noble et fonctionnaire colonial espagnol.

## Biographie

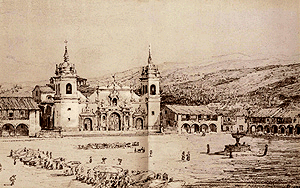
La ville de Huamanga (aujourd'hui Ayacucho) à l'époque coloniale.

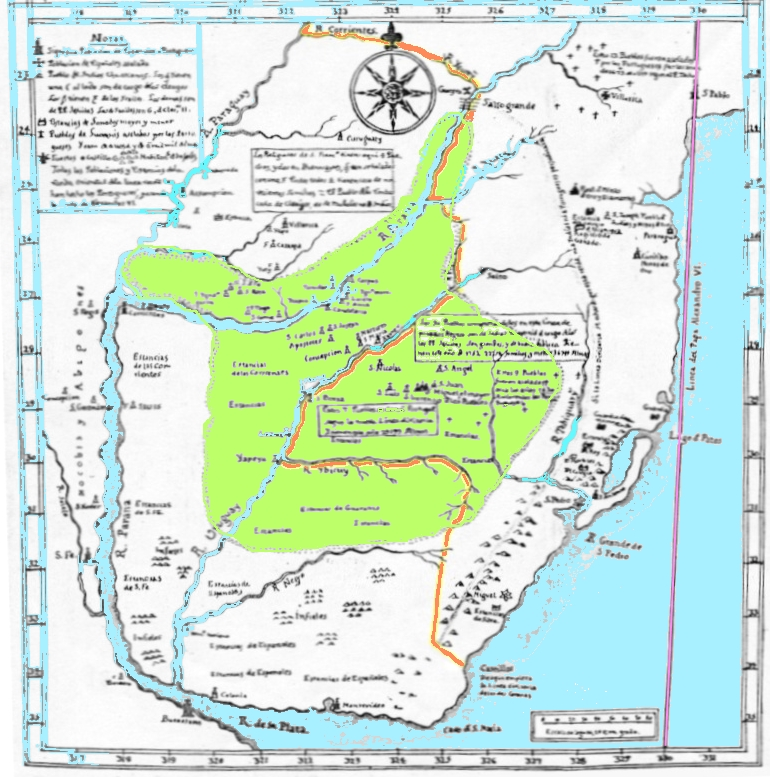
Carte des missions jésuites en 1752 : en vert l'espace occupé par les missions, en orange la limite après le traité de Madrid de 1750, en rose la limite du traité de Tordesillas.

Issu d'une famille basque établie dans la vice-royauté du Pérou depuis 1666, Gaspar de Munibe voyage en Espagne en 1728 pour compléter sa formation sous la protection de son oncle José de Munibe. Nommé corrégidor de Huanta le 19 mars 1732, il revient au Pérou puis trois ans plus tard il devient corrégidor de la province de Cañete. 
En 1744, alors qu'il navigue vers l'Espagne, son bateau est intercepté par les Anglais au large de l'archipel Fernando de Noronha. Prisonnier de ces derniers pendant deux ans, il est restitué à l'Espagne en 1746. 
Le 21 juillet 1751, il est nommé commissaire chargé de mettre à exécution les limites entre les territoires espagnols et portugais en Amérique du Sud fixées par le traité de Madrid de 1750 et débarque à cet effet à Buenos Aires en février 1752. Alors que les Portugais devaient céder la colonie de Sacramento (dans l'actuel Uruguay), les Espagnols s'engageaient à reconnaître la présence des Portugais dans un vaste territoire de plus de cinq cents lieues situé entre la rive droite du fleuve Uruguay et la rive de l'Ibicuí. Mais cette zone incluait sept réductions jésuites où habitaient plus de 30 000 indiens guaranis qui n'acceptent pas d'être déplacés ce qui conduisit au début de la guerre des Guaranis. Finalement, un accord diplomatique signé entre les deux pays le 12 février 1761 met fin au traité de Madrid de 1750 et la mission de Gaspar de Munibe – ardent défenseur du traité de Madrid – prend fin.
Épuisé par son travail de commissaire, il rentre en Espagne et s'établit définitivement à Madrid. Influencé par les idées du siècle des Lumières, il fait partie de l'influente Real Sociedad Bascongada de Amigos del País puis est l'un des membres fondateurs en 1775 de la Real Sociedad Económica Matritense. Le 24 octobre 1777, le roi Charles III d'Espagne le nomme gentilhomme de la chambre avant d'entrer à la Camara de Indias (conseil suprême du Conseil des Indes) en 1785. Nommé conseiller d'État en décembre 1792, il meurt peu de temps après sa nomination en mai 1793.